# Ik dans, dus ik besta
Ik dans, dus ik besta is een nummer van de Nederlandse band Het Goede Doel uit 1986. Het is de eerste single van hun derde studioalbum Mooi en onverslijtbaar.
Met "Ik dans, dus ik besta" maakte Het Goede Doel een comeback na een pauze van een kleine anderhalf jaar. De single werd een bescheiden hit; het bereikte de 29e positie in de Nederlandse Top 40.

## Tracklijst
- 7"

1. "Ik dans, dus ik besta" - 3:47
2. "Ik dans, dus ik besta" (instrumentaal) - 4:30